# نهر بومي
نهر بومي (بالإنجليزية: Boomi River) هو نهر في ولاية نيوساوث ويلز جنوب شرق أستراليا.